# Плутон (пас)
Плутон (познат још као пас Плутон) је један од Дизнијевих ликова. Плутона увек срећемо поред Микија, и он је  Микијев пас љубимац и његов пријатељ од поверења..

## О Плутону
Плутон је рођен 5. септембра 1930. године. Плутоново оригинално име је било Ровер у цртаћи Пикник из 1931. године. Плутон је добио своје данашње име у цртаћу Лов на лосове.Плутон је веома издресиран пас. Воли свог власника Микија, он може упасти у велику невољу, али увек нађе начин да се спасе. Он се појављује као Микијева десна рука, најбољи пријатељ, савест у неким ситуацијама и љубимац. Љубимац је екстремно лојалан, али ако то ситуација налаже он се може препирати и свађати са људима, чак и са Микијем. Он показује велику нетрпељивост према мачкама. Та мржња је изазвана, не само природним инстиктима, већ и дугогодишњим ривалством са Мининим мачком Фигаром. Оба љубимца трудила су се да привуку Минину пажњу и љубав, последњих година мало су љубазнији један према другом.Плутон је такође познат по својем снажном чулу мириса. Према Микију, Плутон може наћи било шта или било кога уз помоћ свог носа. Он је у ствари мешанац гонича и поинтера. Иако је довољно инталигентан, Плутон може бити неспретан и његово дечије понашање може га направити глупим. Плутон често бива насамарен, али због своје инталигенције, лако схвати шта се догодило, само што се врло брзо наљути, па много њих помисле да је агресиван пас. Он има две савести. Једна је зла (то је Плутонова ђаволска страна) и једна је добра (то је Плутонова анђеоска страна). У многим цртаћима, Плутон је упадао у чудне ситуације, тако да му је била потребна помоћ савести, па често бира ђавољу страну, али сваки цртаћ се заврши победом добра. Плутон има диван живот: мирни дом, породицу, финог власника, али често му се деси да упадне у невољу или да буде узрок исте. Често бива кажњен неизлажењем из кућице, али његов најбољи друг Мики му увек на крају опрости. Овакве ситуације ојачавају пријатељску спону између Микија и Плутона. Плутон има навику да се врло брзо заљуби. Сваки пут када се то деси, Плутон одмах почиње да ради све што може како би освоји срце девојке (женског пса) који је у питању. Неке од девојака (женских паса) у које се Плутон заљубио биле су: Фифи, Дина и Тики.

## Занимљивости
- У неколико епизода, Плутон је био кућни љубимац Паје и Шиље.
- Плутон је проговорио једном у својој каријери- "Пољуби ме" у епизоди Лов на лосове. Он је и рекао- "Ух?" у епизоди Мики и кит.
- Плутонова мајка се појавила у стрипу Плутонов рођендан, где је откривено Плутоново порекло.
- Плутонова глава је слична Шиљиној, осим што Шиља има два велика предња зуба.
- Плутон је име римског бога смрти (у Грчкој то је Хад).
- Креирање Плутона било је исте године када је откривена планета Плутон.
- Интересантно је то да су најскорије боје Плутона (планете) наранџасте боје исто као и Плутон (пас).
- Плутон прича сам са собом у стриповима Флојда Готфредсона.Занимљивости
- У неколико епизода, Плутон је био кућни љубимац Паје и Шиље.
- Плутон је проговорио једном у својој каријери- "Пољуби ме" у епизоди Лов на лосове. Он је и рекао- "Ух?" у епизоди Мики и кит.
- Плутонова мајка се појавила у стрипу Плутонов рођендан, где је откривено Плутоново порекло.
- Плутонова глава је слична Шиљиној, осим што Шиља има два велика предња зуба.
- Плутон је име римског бога смрти (у Грчкој то је Хад).
- Креирање Плутона било је исте године када је откривена планета Плутон.
- Интересантно је то да су најскорије боје Плутона (планете) наранџасте боје исто као и Плутон (пас).
- Плутон прича сам са собом у стриповима Флојда Готфредсона.